# Zabartowo
Zabartowo – wieś w Polsce położona w województwie kujawsko-pomorskim, w powiecie sępoleńskim, w gminie Więcbork.
Od XIV wieku wieś jest siedzibą rzymskokatolickiej parafii św. Jakuba Apostoła.
Wieś duchowna, własność arcybiskupstwa gnieźnieńskiego, pod koniec XVI wieku leżała w powiecie nakielskim województwa kaliskiego.

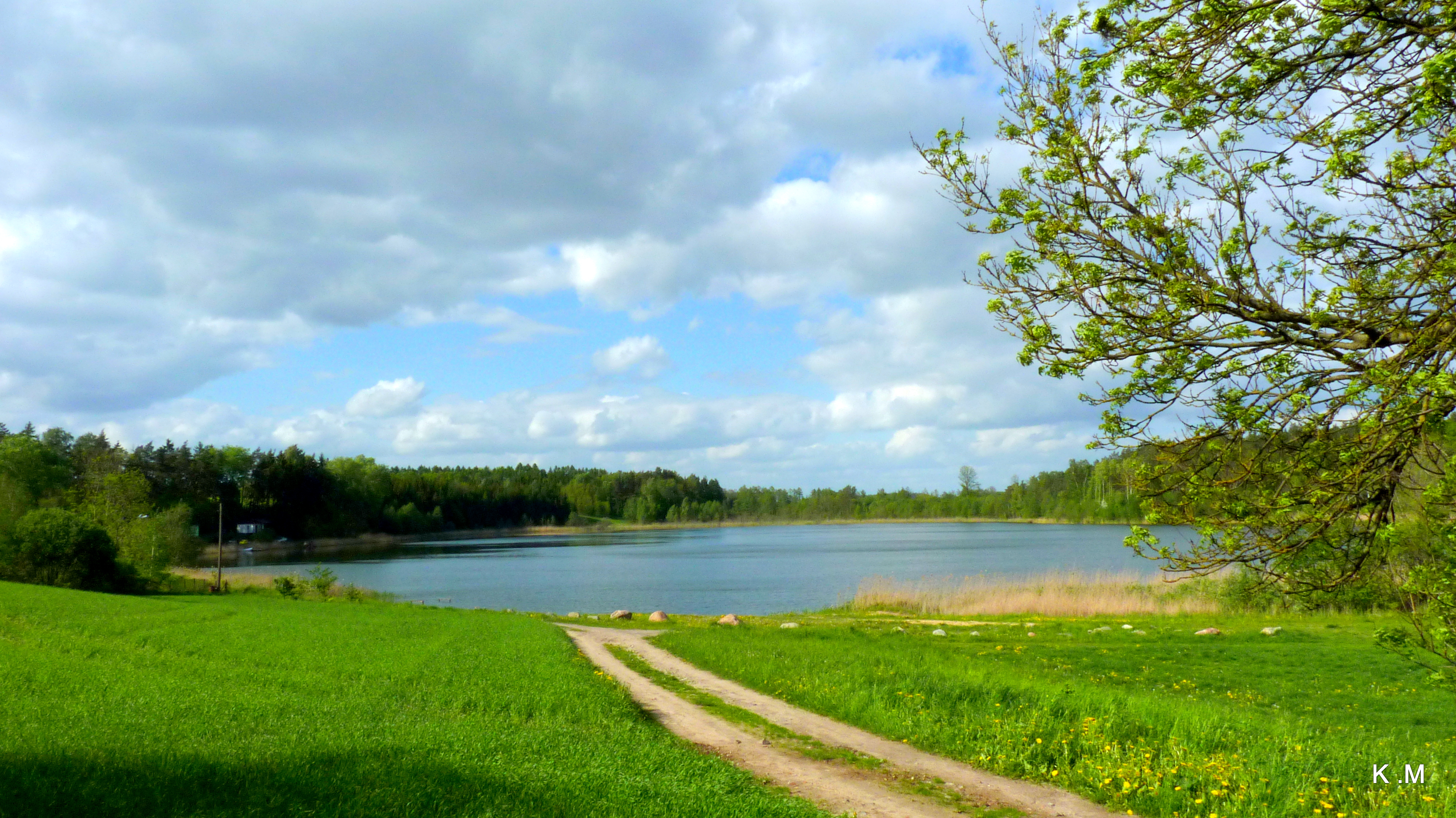
Jezioro

Pierwsze ślady osadnictwa w Zabartowie pochodzą z IX wieku. Kolejny etap osadnictwa przypadł na XII wiek. Pierwszy znany zapis pochodzi z 1279 roku i potwierdza właścicieli Zabartowa, Doliwów z Dębna, którzy darowali tę osadę klasztorowi cystersów w Lądzie, którzy z kolei w 1288 r. wymienili ją z arcybiskupem gnieźnieńskim. We wsi znajduje się kościół rzymskokatolicki z XIX wieku. Jest ona położona przy Jeziorze Proboszczowskim.
Według legendy na tutejszym głazie narzutowym w 1079 roku w drodze do Górki Klasztornej objawiła się Matka Boża, by zobaczyć jak daleko ma jeszcze do swojego celu.
W latach 1975–1998 miejscowość administracyjnie należała do województwa bydgoskiego. Według Narodowego Spisu Powszechnego (III 2011 r.) liczyła 375 mieszkańców. Jest szóstą co do wielkości miejscowością gminy Więcbork.